# Nello Segurini

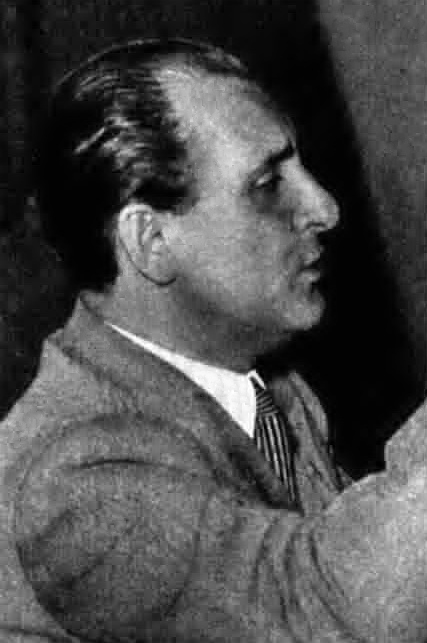
Nello Segurini nel 1956

Giovanni Segurini, noto come Nello Segurini (Milano, 1º gennaio 1910 – Roma, 26 maggio 1988) è stato un compositore, direttore d'orchestra e attore italiano.

## Biografia
Il suo esordio fu come enfant prodige del pianoforte: aveva nove anni, nel 1919, quando si esibì in un concerto al Teatro alla Scala a Milano, sua città natale. Dopo aver conseguito il diploma di pianoforte sul finire degli anni '30 incide per la casa discografica Columbia alcuni interessanti brani con la sua Orchestra da Ballo, esplorando un repertorio anglo-americano. Successivamente si dedicò alla carriera concertistica, con esibizioni in Italia e all'estero. Entrò all'EIAR nel 1940 come direttore d'orchestra leggera e nel 1951  divenne per diversi mesi il direttore dell'Orchestra di melodie e canzoni di Radio Napoli.  

Segurini, ultimo a destra, a Napoli nel 1954 con accanto, da sinistra, Riccardo Billi, Claudio Villa, Roberto Murolo, Roberto Rossellini e Nilla Pizzi

Alto, sempre elegante e cortese con tutti, aveva un modo raffinato di dirigere che talvolta strideva con la banalità dei motivi che gli venivano affidati. Incise numerosi dischi ed in particolare alcune canzoni napoletane da lui composte come Miss Pummarola e Stu marciapiede a Napule, oltre a scrivere musiche per alcuni film, programmi radio,  documentari, riviste e operette. 
Segurini lasciò l'Italia negli anni Sessanta trasferendosi in Canada, dove oltre a continuare a dirigere orchestre si occupò di una radio privata di Toronto, che, sia per una sua imprevista capacità manageriale, sia grazie alla sua esperienza, divenne un punto di riferimento molto importante per tantissimi italo-canadesi. 
Dopo diversi anni, Nello Segurini non resistette al richiamo dell'Italia e ritornò andando ad abitare nella tranquillità della piccola città di Lavinio dove continuò ad organizzare una seguitissima stagione di concerti operistici fino alla sua morte sopraggiunta inaspettatamente il 27 maggio 1988. Compose alcune canzoni tra le quali:Serenata andalusa, Tesoro mio, che fu portata al successo da Dina Galli ed Odoardo Spadaro, Olga mia, dedicata alla moglie. Compose inoltre diverse opere liriche e nel 1976 un balletto moderno in due tempi su libretto di Acly Azzolini intitolato Tersicore, che dedicò al suo ultimo allievo Roberto Giulio Cassiano.  Il maestro Segurini lavorò anche per le radio francese, belga e olandese. Partecipò ai primi due festival itineranti della canzone italiana a Parigi e Mosca. Molti celebri cantanti si esibirono accompagnati dalla sua orchestra, come Oscar Carboni, Miryam Ferretti, Pina Lamara, Narciso Parigi, Luciana Dolliver, Ariodante Dalla e Rino Loddo.
Al Festival di Sanremo 1957 Fiorella Bini e Jula de Palma cantarono una canzone da lui composta: Era l'epoca del cuore.
Tra i musicisti che suonarono con lui vi fu il noto batterista Gegè Di Giacomo.

## Televisione
- Permette? Segurini (Programma Nazionale, 1972) - conduttore

## Programmi radio Rai
- Tre in uno, Divertimento musicale con le orchestre Ernesto Nicelli, Francesco Donadio e Nello Segurini, 1950.

## Filmografia
- Canal Grande, regia di Andrea Di Robilant (1943), solo esecuzione musiche
- Faddija - La legge della vendetta di Roberto Bianchi Montero (1949), solo esecuzione musiche
- La trappola di fuoco , regia di Gaetano Petrosemolo (1952), musiche
- Anna perdonami , regia di Tanio Boccia (1953), musiche
- Una donna prega , regia di Anton Giulio Majano (1953), musiche
- I cinque dell'Adamello , regia di Pino Mercanti (1954), musiche
- Vacanze a Villa Igea , regia di Massimo Allini (1954), musiche